# Інститут фізики ядра і елементарних частинок
Інститут фізики ядра і елементарних частинок (фр. Institut National de Physique Nucléaire et de Physique des Particules, IN2P3) — французький національний дослідницький центр. Інститут створено в 1971 році. Його мета — «сприяння і об'єднання науково-дослідної діяльності в різних галузях фізики». Основними напрямками діяльності Інституту є дослідження в галузі фізики елементарних частинок і ядерної фізики.
Станом на 2015 р. Інститут мав 24 лабораторії та установи із загальною кількістю близько 3200 співробітників.